# Klaus Thomsen
Klaus Thomsen (født 26. april 1986) er en dansk tidligere håndboldspiller, der senest spillede i den danske håndboldliga for Bjerringbro-Silkeborg og for Danmarks håndboldlandshold (herrer). Især havde Thomsen speciale i forsvarsspillet.
Han indstillede karrieren i 2021.
Han er kæreste med Randers HK's Marianne Lundsby.